# Komakino (Joy Division)
Komakino is een nummer van de Britse new wave groep Joy Division. Het verscheen in 1980 op single en werd door Factory Records als 7" flexi single gratis weggegeven met de hoop naamsbekendheid te verwerven.
De track staat op geen van de studioalbums die de groep in haar korte bestaan (1977-1980) uitbracht. Joy Division bracht twee studioalbums uit, genaamd Closer en Unknown Pleasures. De single werd niet op het album Closer gezet en was dus over. Later was hij wel te vinden op de verzamelalbums Substance en Heart And Soul.
De single bevat tevens de nummers Incubation en As You Said, die later bekender werden als respectievelijk Incubation 2 en And Then Again.
De titel Komakino is het Poolse woord voor een abstracte vorm van popmuziek. De Engelse vertaling is Coma Cinema. 
Ian Curtis · Peter Hook · Stephen Morris · Bernard Sumner